# 安轿铁路
安轿铁路是位于中华人民共和国贵州省安顺市境内的一条准轨支线铁路。

## 历史

### 建设背景
中华人民共和国成立后，贵州省普定县公安局于1951年在今轿子山镇成立了劳改支队，并于1952年开始在轿子山开采煤炭，同时对受刑人实施劳动改造。白坟公社党政机关也迁入今轿子山，当地也逐渐发展为一个工矿城镇。

### 建设始末
日后，随着斑鸠山矿井及平桥矿井的建设，煤矿资源得到了进一步的开发。基于开发需要，1958年安顺地区提出安轿铁路计划，次1959年设立安轿铁路工程指挥部，并于1960年春完成线路勘探。随后从虹山水库抽调3个民兵连（约300人）参与建设，但数月后旋即因经济困难而停工，仅完成了火烧寨至伍家关区间的路基夯筑工程。
1966年4月，成都铁路局设计院参与线路设计。1968年12月，由轿子山煤矿方派遣人员，连接安顺市区与轿子山煤矿的安轿铁路（轿子山煤矿铁路专用线）复工，1972年底基本竣工。1973年11月，本线路通车，并运行至今。该铁路也为今轿子山镇主要的联外交通线路之一。

## 线路概况
安轿铁路全长计22K+316M，实际投资752.86万元，全线以轿子山为起点，安顺站为终点，除安顺站外设车站有二：轿子山站，有股道计4条；“915”站（或磷肥厂站，为供安吉厂使用的中间站），有股道计3条。沿线坡度上行（重车方向）12‰，下行（空车方向）18‰，最小曲线半径300米。全线计桥4座、铸铁涵管8处、石涵52道。全线不办理客运业务，主要担负轿子山煤矿产煤的运输。1990年，轿子山煤矿产煤40万吨，其中37.33万吨自本线运输至外。